# 弥富村 (熊本県)
弥富村（やどみむら）は、熊本県の北部、玉名郡にかつてあった村。

## 歴史
- 1889年4月1日 - 玉名郡繁根木村の大部分、岩崎村、中村、亀甲村、秋丸村の大部分、河崎村、立願寺村が合併し成立。
- 1933年6月23日 - 西日本13府県連続放火事件により村内の真言宗竜禅院本堂が全焼。
- 1942年5月20日 - 玉名郡高瀬町と合併し、玉名町となる。